# Yudian (ort i Kina, Hubei Sheng, lat 31,45, long 114,01)
Yudian (kinesiska: 余店镇) är en ort i Kina. Den ligger i provinsen Hubei, i den centrala delen av landet, omkring 100 kilometer norr om provinshuvudstaden Wuhan. Antalet invånare är 49 973. Befolkningen består av 24 373 kvinnor och 25 600 män. Barn under 15 år utgör 16,0 %, vuxna 15-64 år 73 %, och äldre över 65 år 10,0 %.
Runt Yudian är det tätbefolkat, med 459 invånare per kvadratkilometer. Närmaste större samhälle är Guangshui, 18,8 km norr om Yudian. Trakten runt Yudian består till största delen av jordbruksmark.
Genomsnittlig årsnederbörd är 1 403 millimeter. Den regnigaste månaden är juli, med i genomsnitt 241 mm nederbörd, och den torraste är december, med 19 mm nederbörd.